# 창원 현씨
창원 현씨(昌原玄氏)는 경상남도 창원시를 본관으로 하는 한국의 성씨이다. 시조 현덕유(玄德裕)는 연주 현씨의 시조인 현담윤(玄覃胤)의 후손이며, 고려에서  문과에 올라 예부시랑 서경유수(西京留守) 금자광록대부(金紫光祿大夫) 참지정사(參知政事) 대사공(大司空) 등을 지내고 회원군에 봉해진 뒤 정헌(正獻)이라고 시호(諡號)되었다. 

## 참고 자료
- “창원현씨(昌原玄氏)”. 뿌리를 찾아서.[깨진 링크(과거 내용 찾기)]